# Викла
Вѝкла (на гръцки: Βίκλα) е изоставено село в Кипър, окръг Лимасол. Според статистическата служба на Република Кипър през 2001 г. селото няма жители.
Намира се на 4 km североизточно от Келаки.